# Jean-Baptiste Bùi Tuần
Jean-Baptiste Bùi Tuần (ur. 24 czerwca 1928 w Cam Lai, zm. 27 lipca 2024 w Long Xuyên) – wietnamski duchowny rzymskokatolicki, w latach 1997-2003 biskup Long Xuyên.

## Życiorys
Święcenia kapłańskie przyjął 2 września 1955. 15 kwietnia 1975 został prekonizowany biskupem koadiutorem Long Xuyên. Sakrę biskupią otrzymał 30 kwietnia 1975. 30 grudnia 1997 objął urząd biskupa diecezjalnego. 2 października 2003 przeszedł na emeryturę.